# Kamienica wielkomiejska Jakuba Lando w Łodzi
Kamienica wielkomiejska Jakuba Lando – zabytkowy budynek, znajdujący się w Łodzi przy pl. Komuny Paryskiej 3, wybudowany w latach 1936–1939 w stylu modernistycznym z elementami architektury typu streamline (modny wówczas „styl okrętowy”). Budynek jest wpisany do wojewódzkiej ewidencji zabytków pod numerem A/129.
Razem z sąsiadującą willą Mieczysława Neufelda oraz kamienicą Szymela i Heleny Wileńskich stanowią charakterystyczny zespół przedwojennego luksusowego budownictwa w stylu modernistycznym okresu międzywojennego w Łodzi.

## Architektura
Budynek sześciokondygnacyjny (cztery piętra plus poddasze użytkowe) usytuowano poprzecznie do ulicy; elewacja frontowa (szczytowa) wychodzi na skwer. Ostatnia kondygnacja została cofnięta i otoczona tarasem. Elewację pokryto „dwubarwną, szlachetną wyprawą tynkową imitującą okładzinę z prostokątnych płyt kamiennych”. Elewacja wejściowa budynku jest ozdobiona ryzalitem z balkonami o półkolistym zakończeniu, a także lizenami dzielącymi wąskie okno przechodzące przez całą wysokość budynku.
Obiekt ma 8 identycznych 4-pokojowych mieszkań. Poddasze mieściło pralnie i suszarnie, a piwnica – podziemny garaż.
Budynek ten określany jest mianem „jednego z najznakomitszych dzieł architektury łódzkiej końca lat 30.”.